# Lako je sve
„Lako je sve” (cro.: Totul este ușor) este o melodie interpretată de formația Feminnem și a reprezentat Croația la Concursul Muzical Eurovision 2010. Cântecul a fost selectat pe 6 martie 2010 dintre cele 16 participante la selecția națională croată, Dora 2010.